# Musée Sulaymaniyah
 (novembre 2022).
La mise en forme du texte ne suit pas les recommandations de Wikipédia : il faut le « wikifier ».
Les points d'amélioration suivants sont les cas les plus fréquents. Le détail des points à revoir est peut-être précisé sur la page de discussion.
- Les titres sont pré-formatés par le logiciel. Ils ne sont ni en capitales, ni en gras.
- Le texte ne doit pas être écrit en capitales (les noms de famille non plus), ni en gras, ni en italique, ni en « petit »…
- Le gras n'est utilisé que pour surligner le titre de l'article dans l'introduction, une seule fois.
- L'italique est rarement utilisé : mots en langue étrangère, titres d'œuvres, noms de bateaux, etc.
- Les citations ne sont pas en italique mais en corps de texte normal. Elles sont entourées par des guillemets français : « et ».
- Les listes à puces sont à éviter, des paragraphes rédigés étant largement préférés. Les tableaux sont à réserver à la présentation de données structurées (résultats, etc.).
- Les appels de note de bas de page (petits chiffres en exposant, introduits par l'outil «  Source ») sont à placer entre la fin de phrase et le point final[comme ça].
- Les liens internes (vers d'autres articles de Wikipédia) sont à choisir avec parcimonie. Créez des liens vers des articles approfondissant le sujet. Les termes génériques sans rapport avec le sujet sont à éviter, ainsi que les répétitions de liens vers un même terme.
- Les liens externes sont à placer uniquement dans une section « Liens externes », à la fin de l'article. Ces liens sont à choisir avec parcimonie suivant les règles définies. Si un lien sert de source à l'article, son insertion dans le texte est à faire par les notes de bas de page.
- La présentation des références doit suivre les conventions bibliographiques. Il est recommandé d'utiliser les modèles {{Ouvrage}}, {{Chapitre}}, {{Article}}, {{Lien web}} et/ou {{Bibliographie}}. Le mode d'édition visuel peut mettre en forme automatiquement les références.
- Insérer une infobox (cadre d'informations à droite) n'est pas obligatoire pour parachever la mise en page.

Pour une aide détaillée, merci de consulter Aide:Wikification.
Si vous pensez que ces points ont été résolus, vous pouvez retirer ce bandeau et améliorer la mise en forme d'un autre article.
Le musée Sulaymaniyah (kurde : مۆزه‌خانه‌ی سلێمانی ; arabe : متحف السليمانية), ou musée Slemani, est un musée archéologique situé au cœur de Sulaymaniyah dans la région du Kurdistan d'Irak. C'est le deuxième plus grand musée d'Irak, après le Musée national d'Irak à Bagdad. Il abrite des artefacts datant de la période préhistorique jusqu'à la fin des périodes islamique et ottomane. Plusieurs salles du musée ont fait l'objet de travaux de rénovation et le musée a été fermé au public pour rénovation le 1er octobre 2018 à octobre 2019.

## Histoire

### Ouverture
Le musée a été ouvert officiellement le 14 juillet 1961. Initialement, il était composé d'un petit bâtiment dans le district de Shorsh. Après plusieurs années, le musée a acquis un nouveau bâtiment au cœur de la rue Salim en 1980. Le bâtiment actuel a une superficie de 6 000 mètres carrés et est un bâtiment d'un étage. Les artefacts sont exposés au public dans une petite salle (qui a été récemment rénovée par l'UNESCO ) et deux grandes et longues salles qui sont reliées par une salle de conférence qui a la forme carrée et qui est ouverte. Pendant la guerre Irak-Iran (1980-1988), le musée a été fermé au public. Il a été rouvert pour une très courte période en 1990. Après l'invasion irakienne du Koweït en août 1990, le musée a été fermé de nouveau. Il a été rouvert officiellement par M. Jalal Talabani le 20 août 2000 ; M. Talabani était alors le secrétaire général de l'Union patriotique du Kurdistan.

### Post-2003
Après l'invasion de l'Irak par les États-Unis et le pillage du Musée national de Bagdad, le Musée Sulaymaniyah a aidé à récupérer et à restituer des artefacts volés grâce à controversée d'acheter des artefacts pillés.

### UNESCO
Depuis 2011, le musée collabore avec l'UNESCO pour développer et rénover le musée, et agrandir son bâtiment.

### Galerie Païkuli

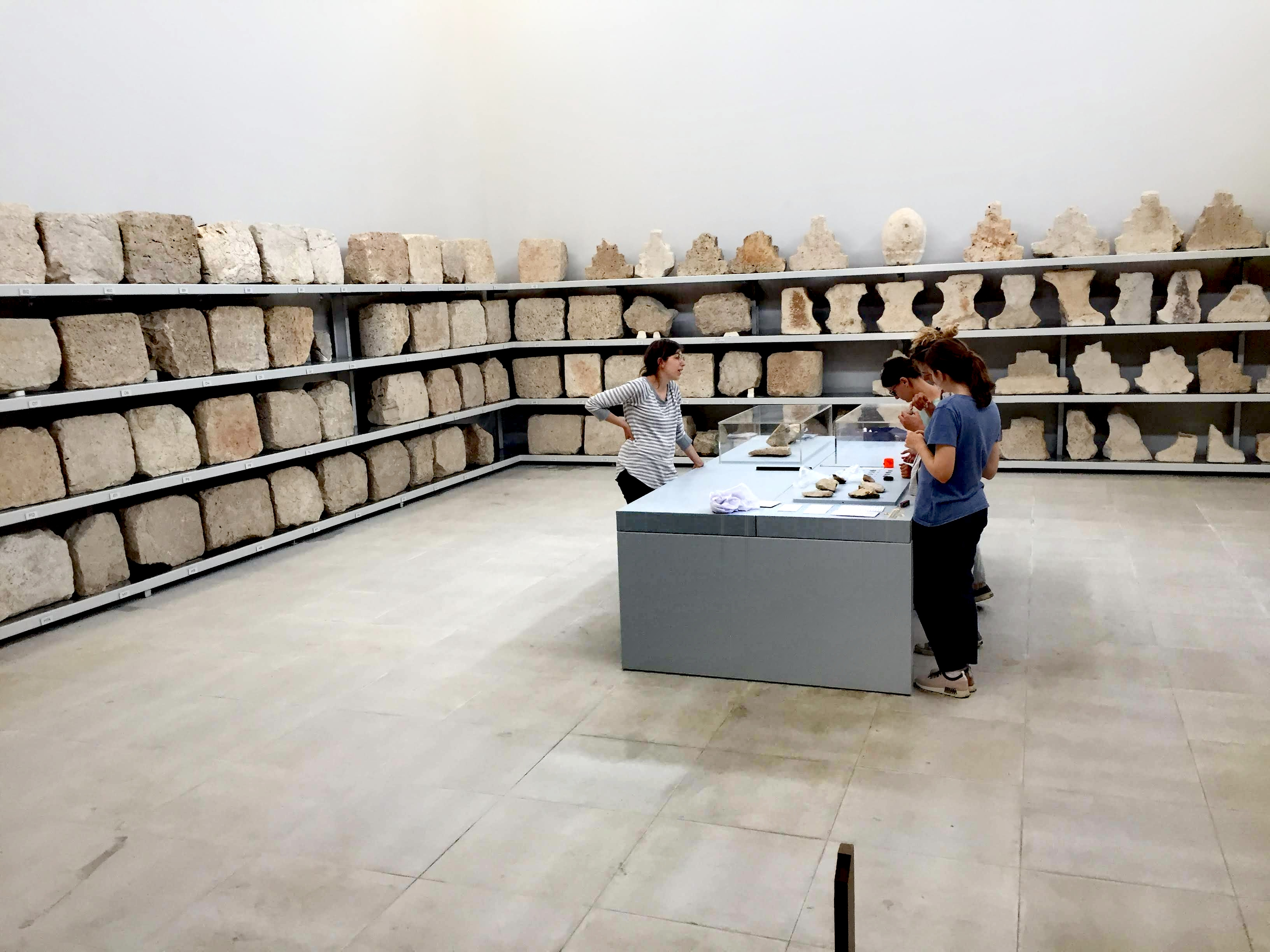
La galerie Paikuli au musée Sulaymaniyah, derniers préparations avant l'ouverture officielle

Le Musée Sulaymaniyah en collaboration avec l'Université La Sapienza de Rome a ouvert une nouvelle galerie le 10 juin 2019. La galerie a été parrainée par le ministère italien des Affaires étrangères (MAECI) et le ministère du Patrimoine culturel (MiBAC). Tous les blocs de pierre inscrits (y compris de nombreux blocs nouvellement découverts après 2006) du monument commémoratif du roi sassanide Narseh (vers 293) ont été exposés au public pour la première fois. De plus, de nombreux blocs de pierre de construction et quelques pièces de monnaie et bulles sassanides ont également été inclus dans cette exposition permanente.

### Musée Selmani Enfants

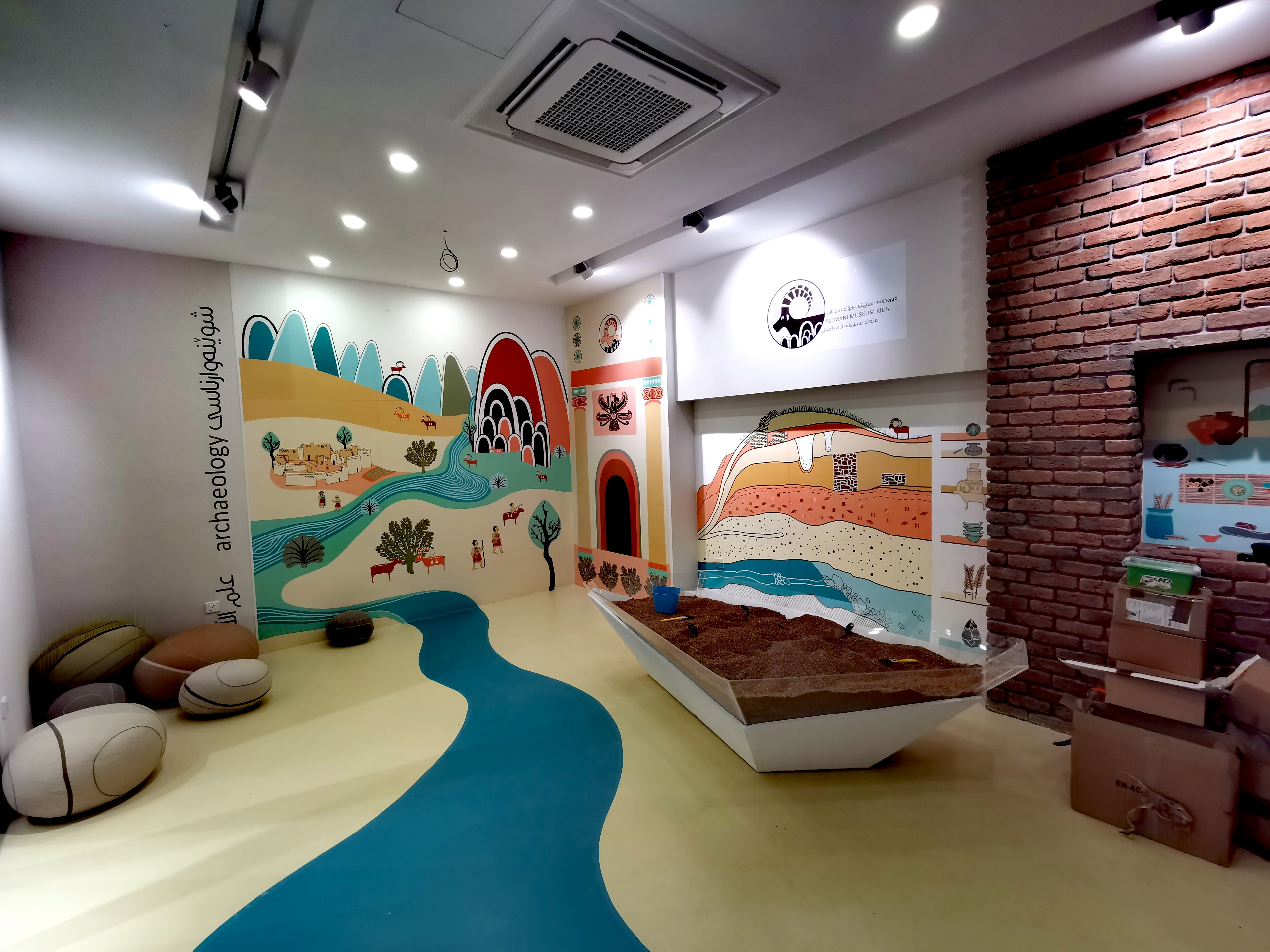
Musée Slemani Enfants

Le 5 septembre 2019, le musée Sulaymaniyah a inauguré une salle pour les enfants et l'a appelé "Slemani Museum Kids". La salle dispose de nombreux outils pédagogiques et démonstratifs pour les enfants. Ce petit musée est le premier espace muséal pour les enfants en Irak. Le consul général du Royaume-Uni au Kurdistan, le gouverneur de Slemani et le directeur général de la direction de l'archéologie et des antiquités du Kurdistan ont assisté à l'événement, ainsi que des nombreux hauts fonctionnaires de la région du Kurdistan et en plus le public. Slemani Museum Kids était une co-création du projet Archaeological Practice and Heritage Protection in the Kurdistan Region of Iraq. Le projet est mené par l'Université de Glasgow (Royaume-Uni) en collaboration avec la Direction des antiquités et de l'héritage de Slemani (Royaume-Uni) et est financé par le Fonds de protection culturelle du British Council, en partenement avec le Département du numérique, de la culture, des médias et du sport.

### Tablette V de l'épopée de Gilgamesh
La tablette V de l'épopée de Gilgamesh, récemment découverte et datant de la période babylonienne, de 2003 à 1595 av. J.-C., est actuellement conservée au musée. En 2023, une nouvelle traduction en kurde a été réalisée par le musée de Sulaymaniyah pour le film Where Is Gilgamesh? (Karzan Kardozi, 2024), un long métrage kurde basé sur l'épopée de Gilgamesh

### Galerie

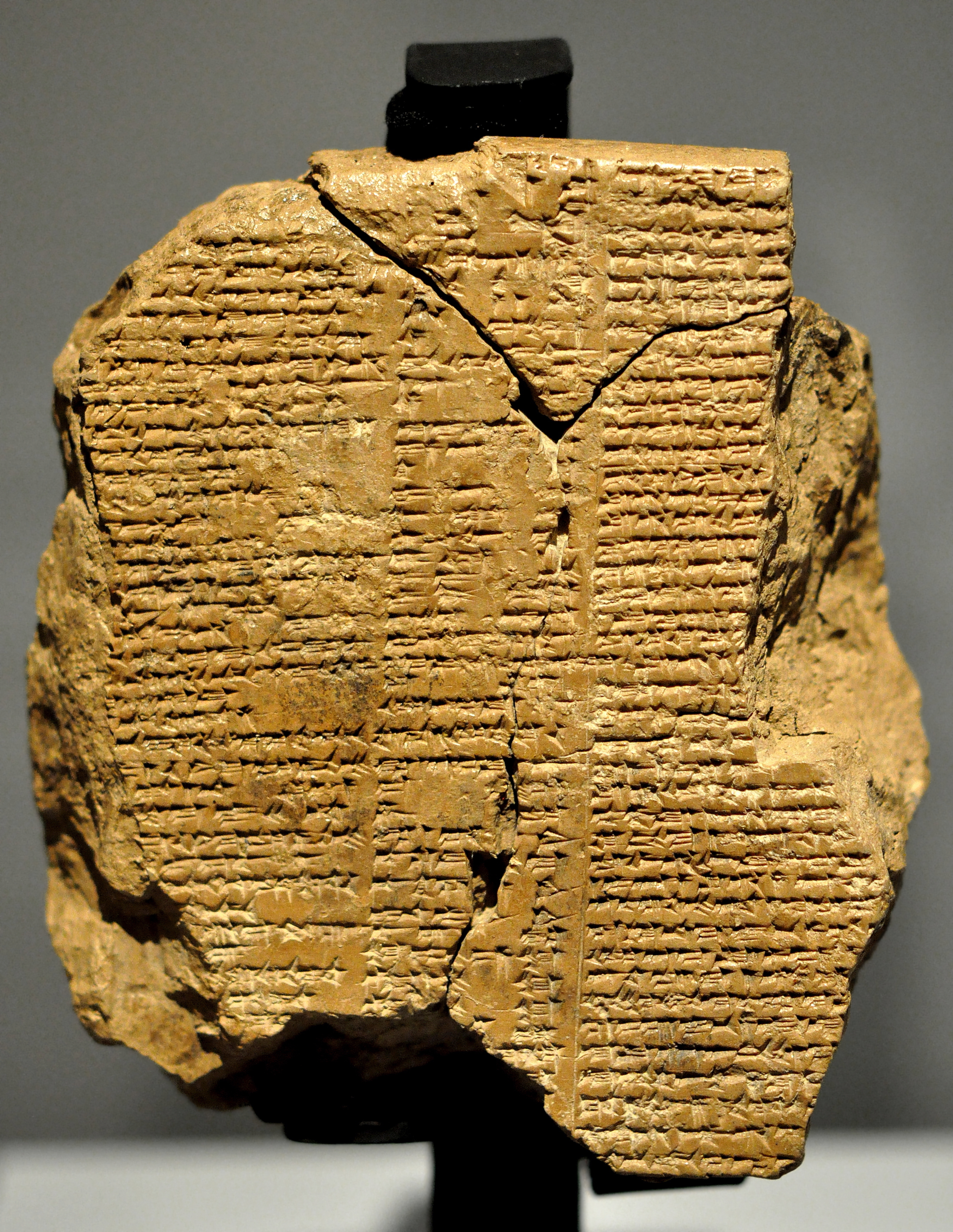
Recto de la tablette V de l'épopée de Gilgamesh, récemment découverte. Elle remonte à l'époque babylonienne, de 2003 à 1595 av. J.-C., et est actuellement conservée au musée de Sulaymaniyah, en Irak.
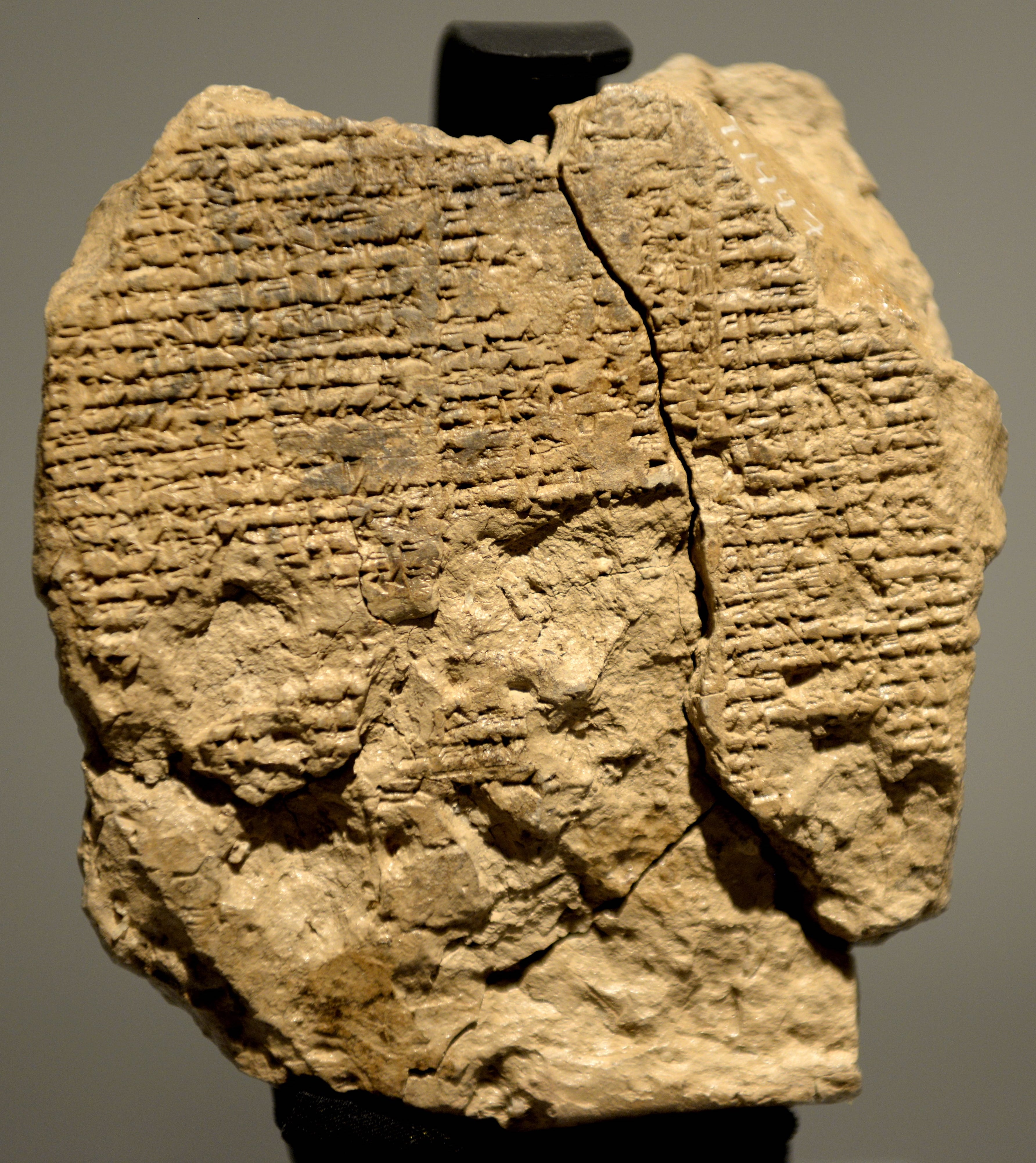
Verso de la Tablette V de l'Épopée de Gilgamesh.

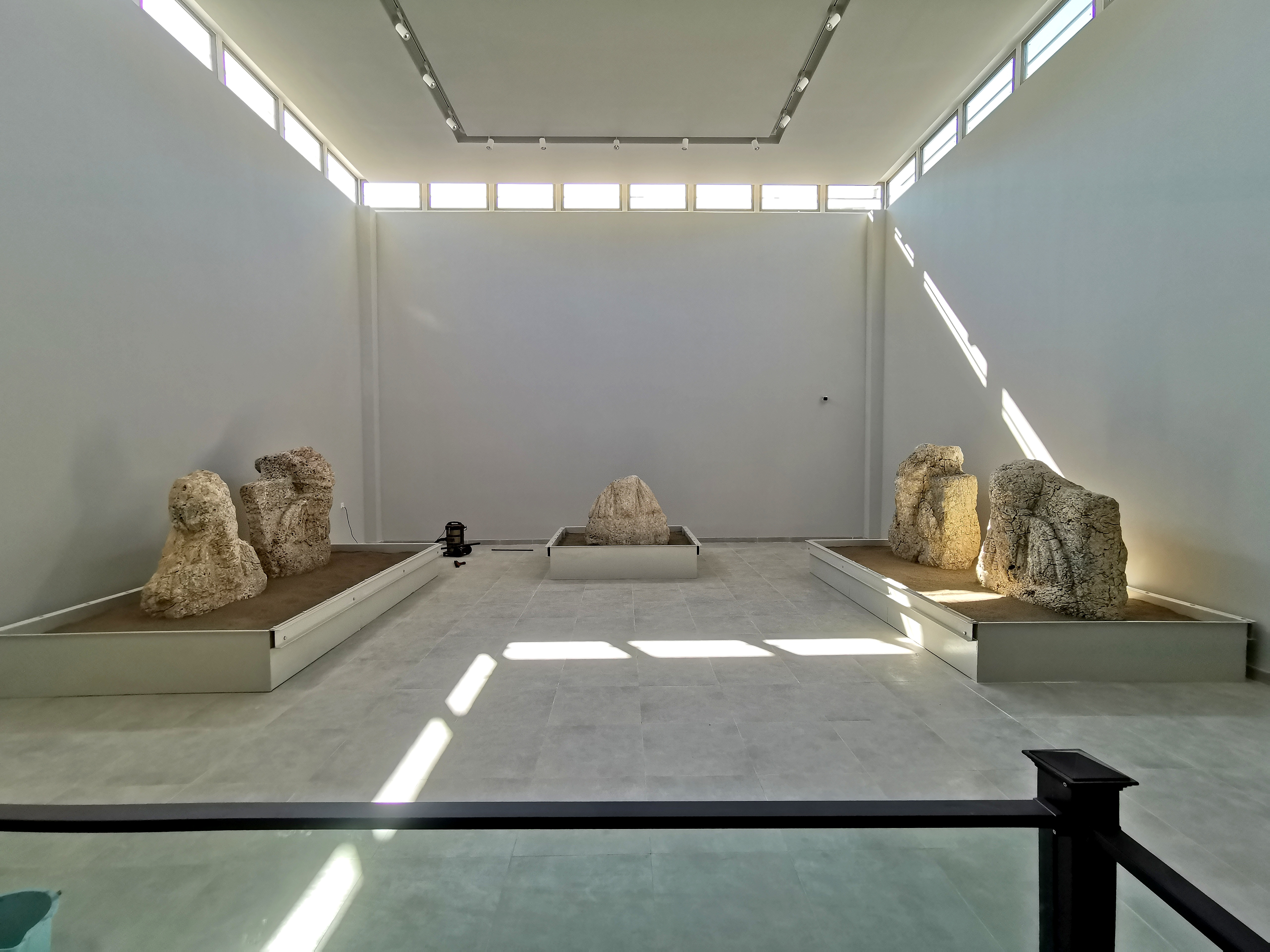
Trois jours avant l'inauguration officielle de la galerie Narseh au musée Sulaymaniyah, Kurdistan irakien

Le Musée Sulaymaniyah et la Direction des Antiquités en collaboration avec la Mission archéologique italienne au Kurdistan irakien (MAIKI) ont créé une nouvelle galerie permanente présentant pour la première fois quatre grands bustes du roi sassanide Narseh (en hauts-reliefs) et un grand buste sculpté. Ceux-ci décoraient autrefois la tour Paikuli, dans le sud-ouest de Sulaymaniyah, au Kurdistan irakien, et remontent à environ 293. La galerie a été officiellement inaugurée le 24 octobre 2021.

### Galerie de la Préhistoire

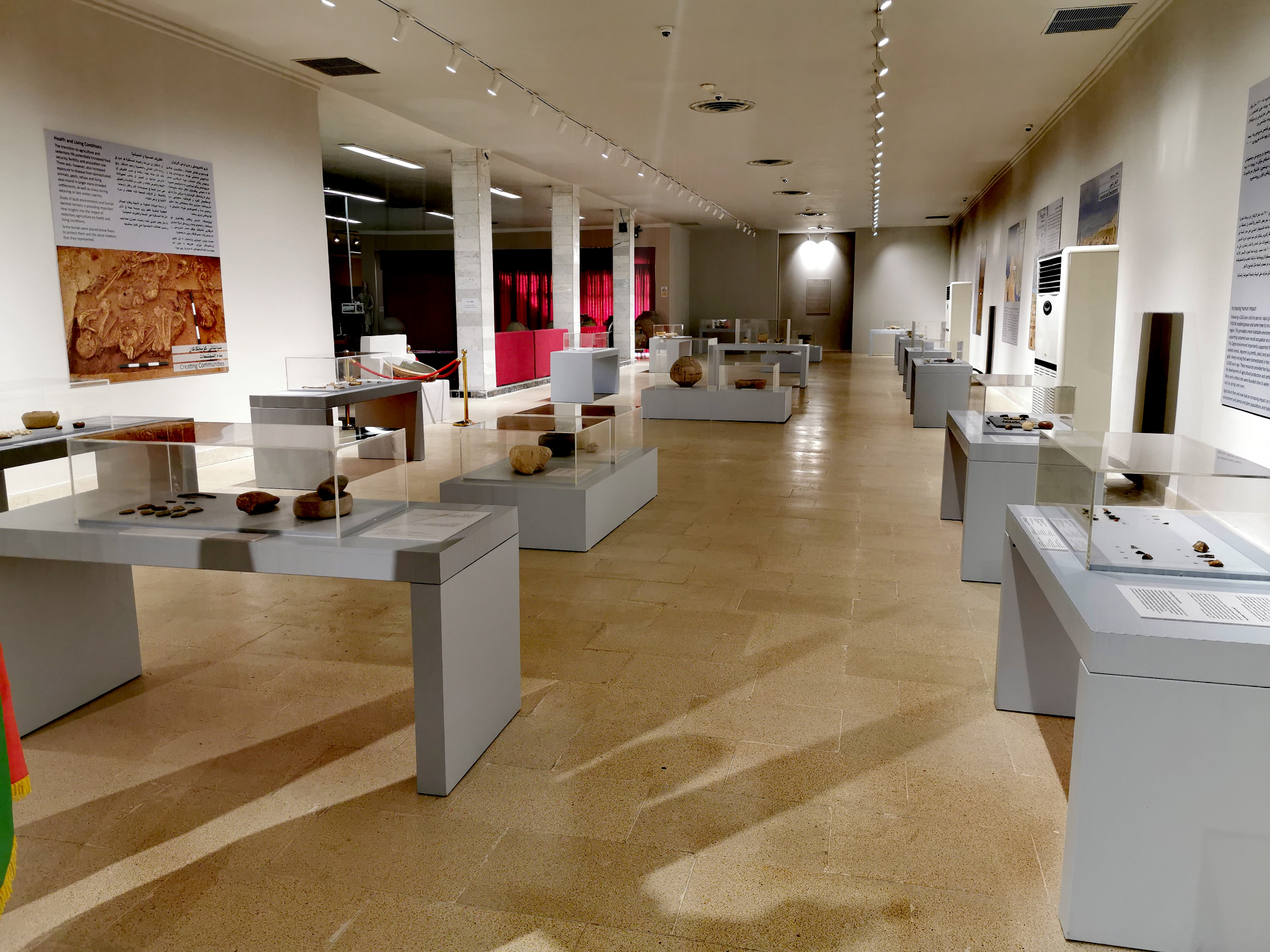
Le jour de l'inauguration officielle de la Galerie de la Préhistoire au Musée Sulaymaniyah, Kurdistan irakien

Le musée Sulaymaniyah a rénové deux grandes salles pour ouvrir une nouvelle exposition permanente présentant des centaines d'artefacts datant de la période préhistorique. Les artefacts provenaient principalement du Kurdistan irakien et de ses grottes paléolithiques, en plus de plusieurs sites et monticules antiques récemment fouillés. Le projet a été parrainé par l'ambassade des États-Unis d'Amérique. L'exposition devait être inaugurée début mars 2020, mais en raison de la pandémie de coronavirus, la date d'inauguration a été reportée Il a été officiellement inauguré le 2 février 2021.

### Galerie

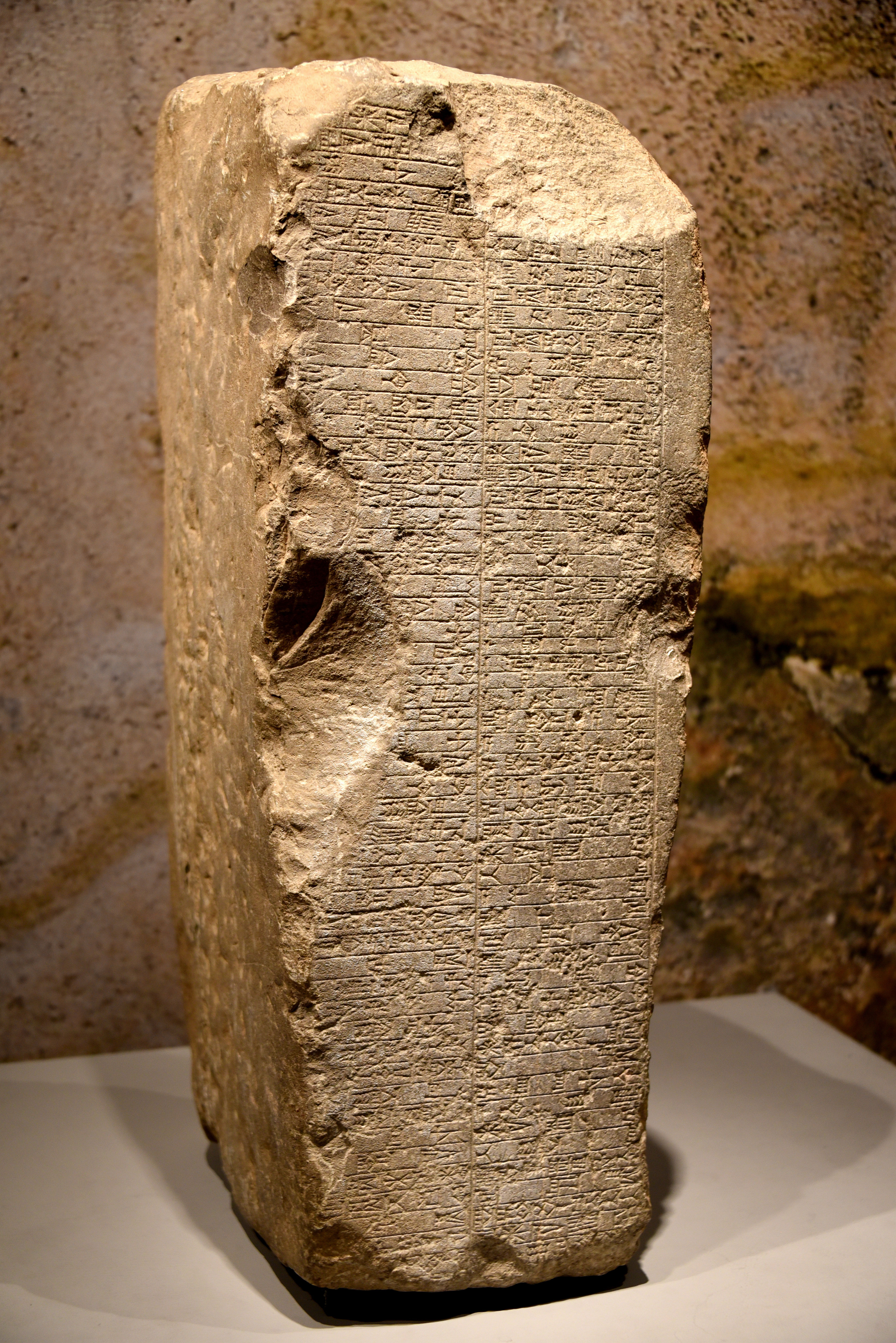
Stèle d'Iddi-Sin, Roi de Simurrum, Période Old-Babylonienne
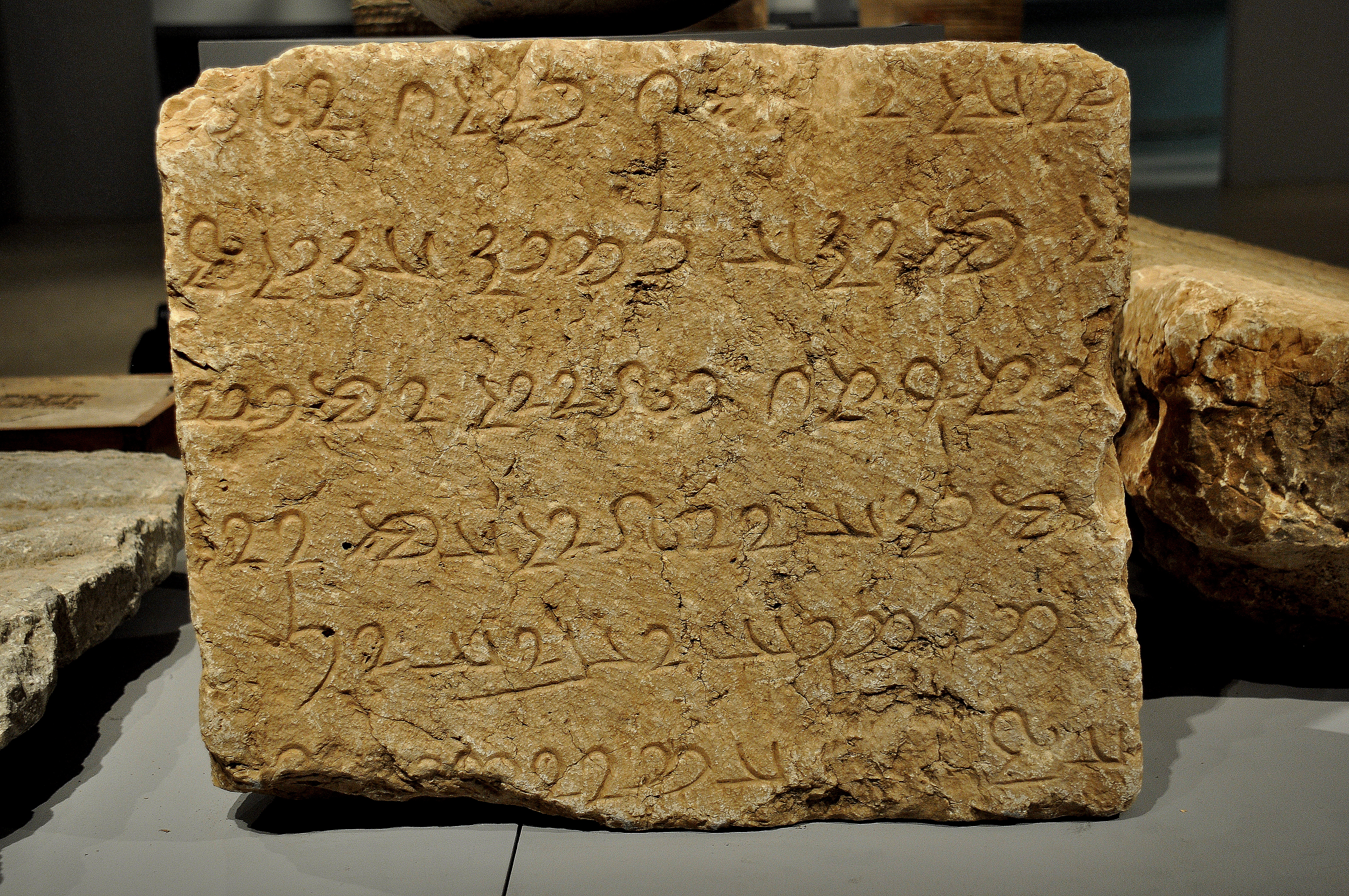
Bloc de pierre avec l'inscription de Paikuli en moyen persan
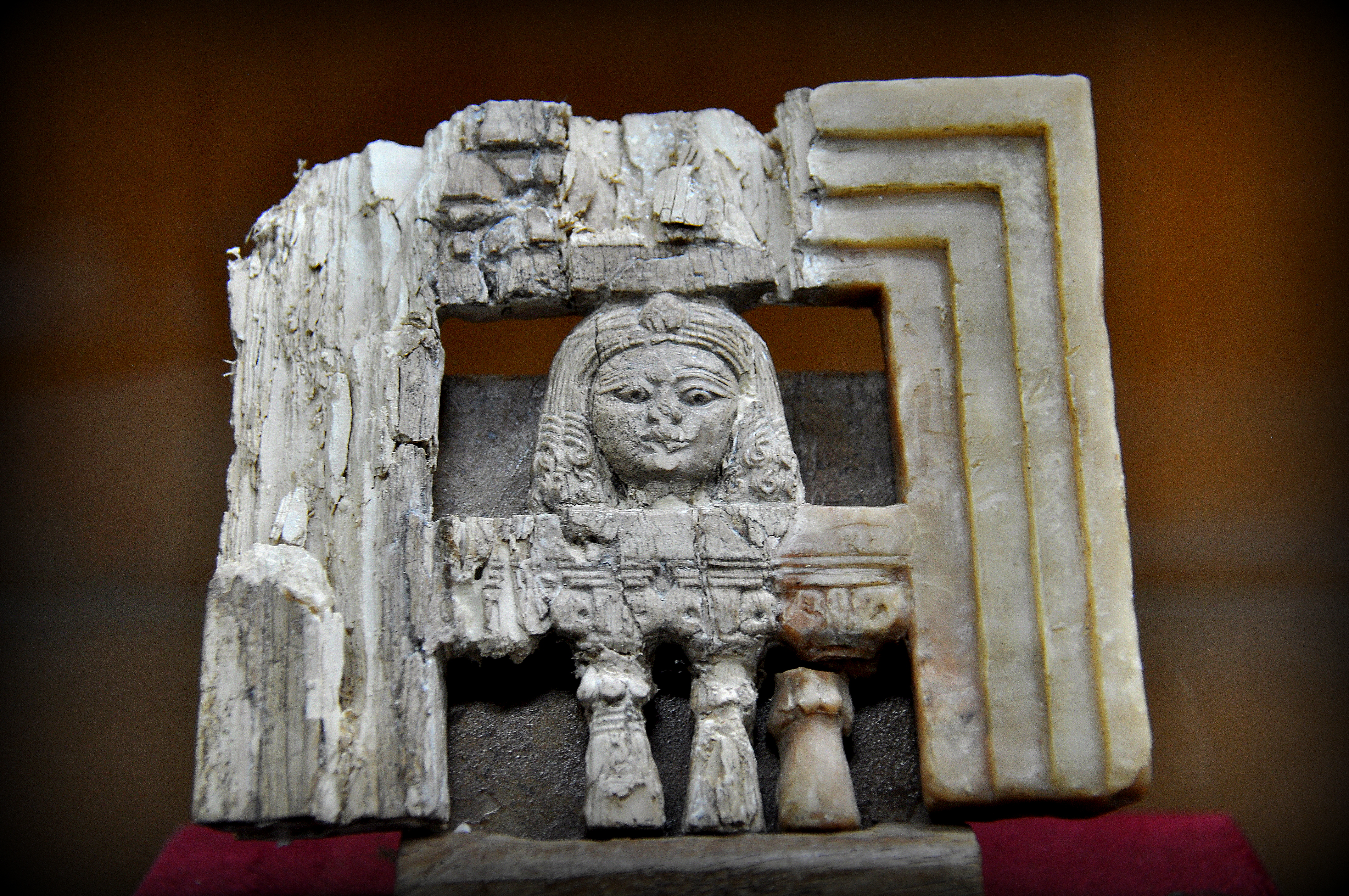
"La dame à la fenêtre", l'une des célèbres plaques d'ivoires de Nimrud
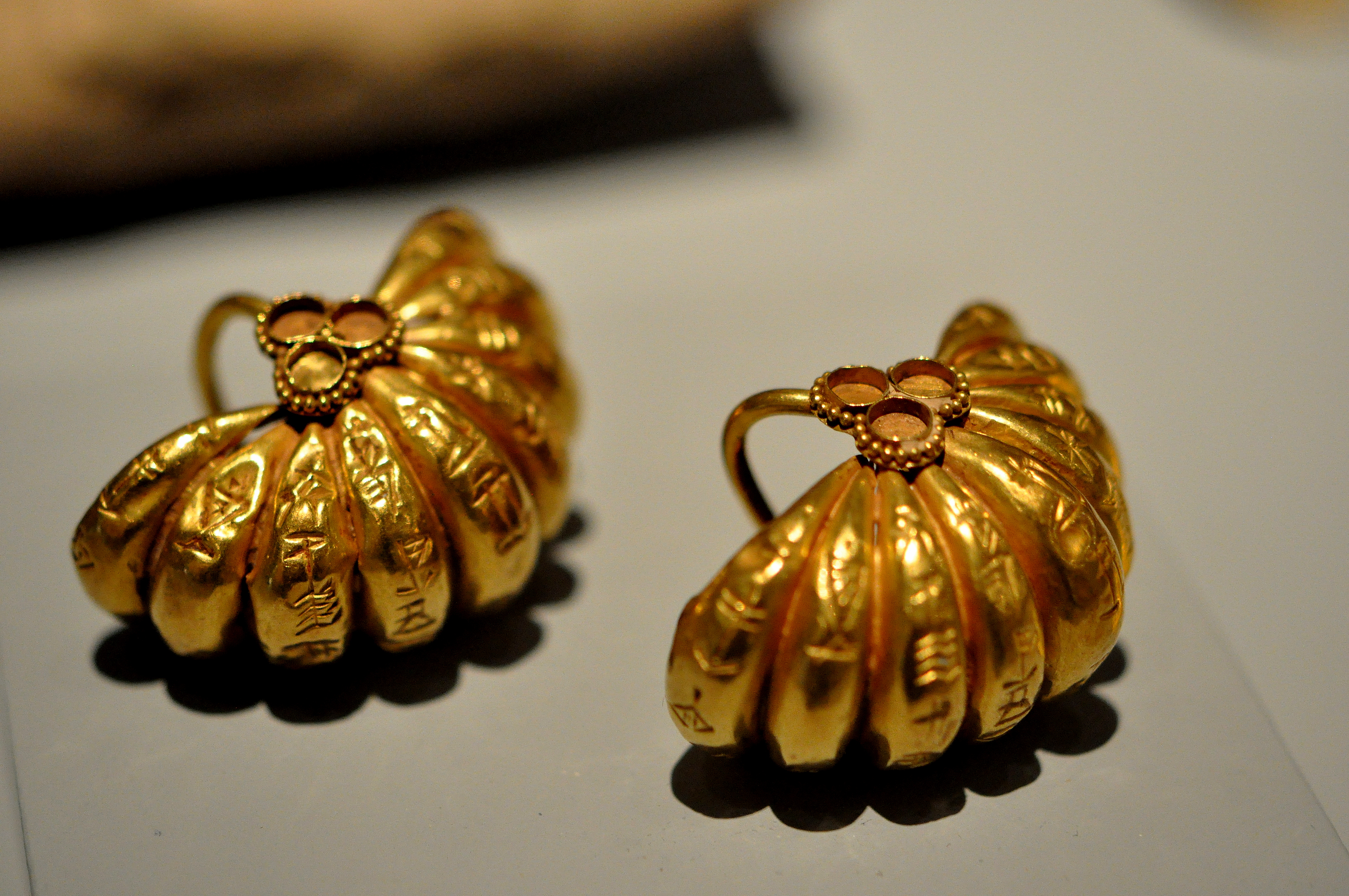
Boucles d'oreilles en or, le nom du roi Shulgi d'Ur est inscrit
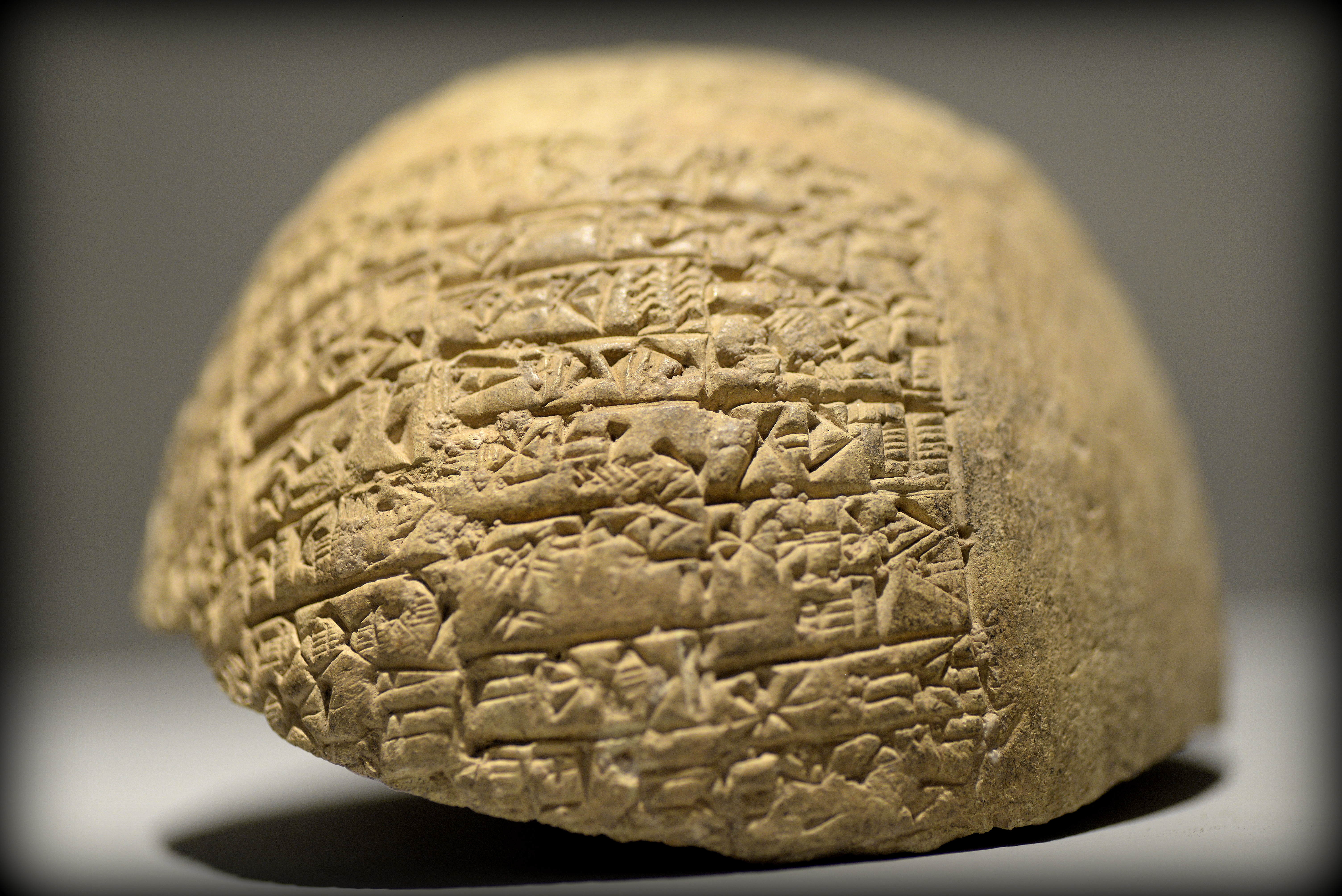
Une tête de support inscrite, mentionnant le nom d'Entemena, c. 2400 avant notre ère
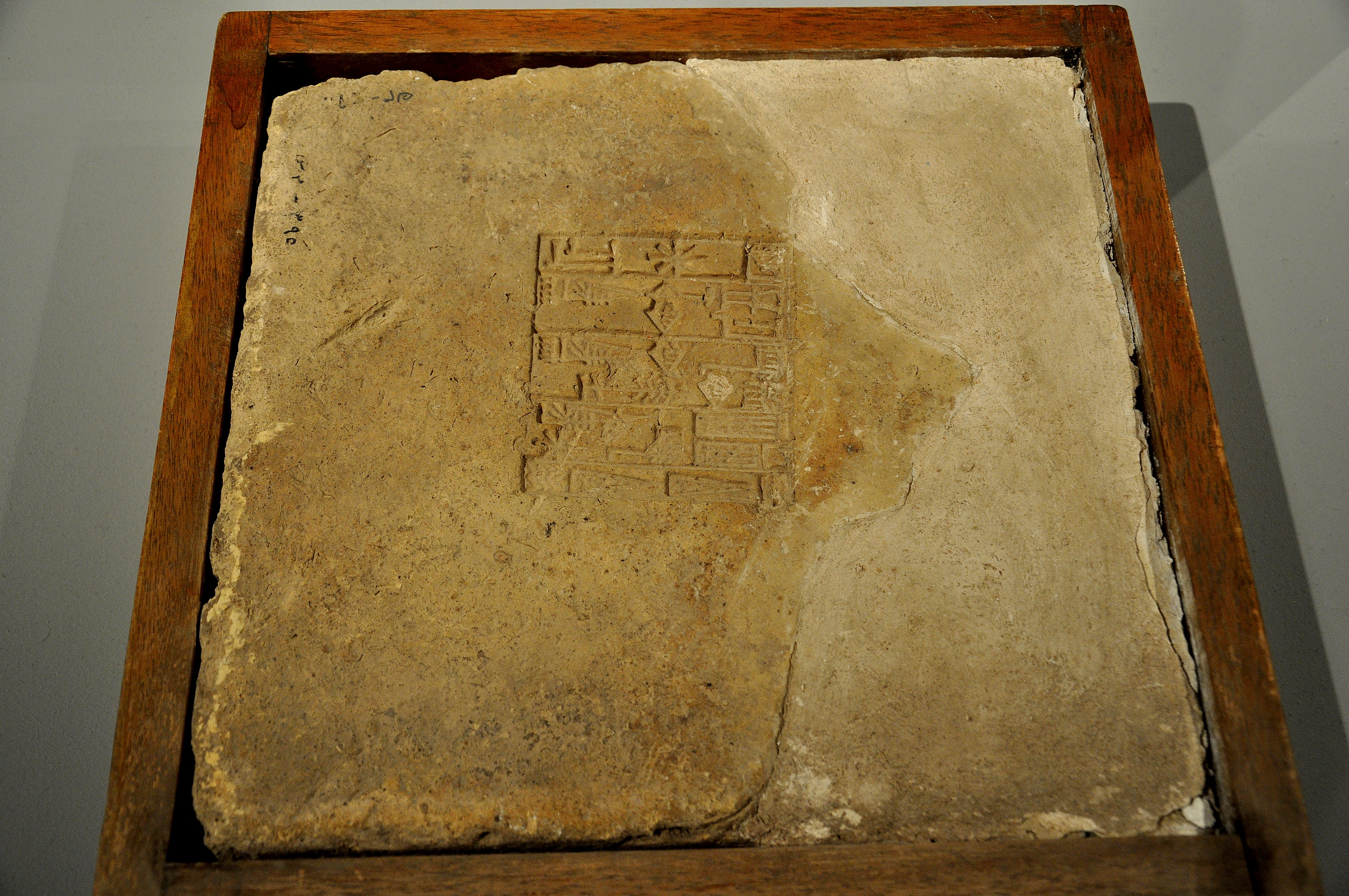
Une brique estampillée du nom d'Ur-Nammu d'Ur, 2112-2094 avant notre ère